# رجال ألمع
قرية رجال ألمع التراثية هي قرية تراثية تقع في محافظة رجال ألمع الواقعة بمنطقة عسير جنوب غرب السعودية، وتبعد عن مدينة أبها حوالي 52 كم باتجاه الغرب. يزيد تاريخ بناءها عن 1000 سنة. كانت القرية نقطة مهمة، حيث كانت تربط بين القادمين من جنوب الجزيرة العربية وبلاد الشام مروراً بمكة المكرمة والمدينة المنورة، الأمر الذي جعلها مركزاً تجارياً هاماً. تتكون القرية من نحو 60 مبنىً بنيت من الحجارة الطبيعية والطين والأخشاب، ويضم الموقع متحفاً قام بإنشائه أهالي القرية.
والقرية في وادٍ معزول في وسط جبال السروات في منطقة عسير، وهي منطقة محورية بين السهل الساحلي على البحر الأحمر، والذي يعرف بتهامة، والهضبة السعودية الوسطى.
من ناحية جغرافية ثقافية، تعتبر منطقة عسير نقطة التقاء ما بين ثقافات جنوب الحجاز والبحر الأحمر غرب السعودية من جهة، وثقافات جنوب السعودية وشمالها من جهة أخرى.
من الناحية التاريخية، تتبع قرية رجال ألمع إلى إقليم الجنوب العربي، وتقع في نطاقه الحضاري، إذ نشأت في عصر ما قبل التاريخ كمحطة للطرق التجارية البرية والساحلية للسبأيين، وكذلك الرومان والحضارات العربية القديمة الأخرى.
ما تزال المعلومات عن المستوطنات والطرق التجارية القديمة في هذا الإقليم محدودة وتحتاج إلى الكثير من البحث والتنقيب. وكما هو الحال في العديد من المستوطنات المحلية، فالسكان القدماء الأصليين لرجال ألمع غير معروفين، لكنها مع ذلك تظهر في السجلات كمستوطنة كبيرة ومركز للأنشطة وعاصمة قبلية منذ القرن الثاني عشر الميلادي.

## الوصف
تضم القرية عدة مباني والتي بدورها تتكون من عدة طوابق وبعضها يصل إلى ثمانية طوابق وهي مبنية بالحجارة ولها نوافذ خشبية ملونة. تحتوي المباني بداخلها على نقوش تظهر على الجدران الداخلية للغرف ويعرف الفن المستخدم في تلك النقوش بمسمى «فن القَط» حيث يتم فيه وضع أشكال وألوان متناسقة وعادة ما تقوم به نساء القرية. يوجد في الساحات الخارجية للمنازل بعض الكراسي الخشبية والمفروشة بالحصير، ذات القوائم الملونة بالأخضر والأبيض والأصفر والأحمر، كما توجد كذلك على النوافذ والأبواب الخشبية.

## المتحف
يوجد في منتصف القرية متحف يسمى بمتحف رجال ألمع التراثي وهو يأخذ من قصر آل علوان مقر له وقد تم اختياره كونه يضم عدة طوابق كما يرجع تاريخ بنائه إلى أكثر من أربعة قرون، وقد مر القصر بأعمال ترميم شارك فيها أهالي القرية. يعرض المتحف تراث وآثار ومقتنيات القرية الفريدة من مخطوطات وأدوات وأسلحة، حيث يضم أكثر من ألفي قطعة آثرية ومخطوطة متوزعة على تسعة عشر قسماً بالمتحف.

## رجال ألمع قبل الإسلام
تقع محافظة عسير في منطقة الحضارات العربية الجنوبية القديمة. وقد تم استيطان المنطقة منذ زمن بعيد، وأمكن إثبات ذلك بشواهد من مستوطنات يعود تاريخها للعصر الحجري الحديث، أي قبل 4000 سنة.
توضح النقوش الموجودة وطلاء الجدران تأثر المنطقة بثقافة اليمن في فترة ما قبل التاريخ (Facey in Mauger, 1993).
أشارت الحفريات أيضا إلى وجود مستوطنات تعود إلى القرن الأول قبل الميلاد، كما أشارت الأدلة المكتوبة والحفريات على وجود روابط تجارية وصلت حتى البحر الأبيض المتوسط سنة 800 قبل الميلاد.
كان أكثر القدماء الذين قطنوا هذا الإقليم بعدها هم السبأيين، لذلك تعرف أيضاً بمملكة سبأ التوراتية أو شيبة. انتهت مملكة سبأ في القرن الثالث الميلادي. وخلال الفترة الرومانية وحتى القرن الثالث الميلادي ازدهرت طرق التجارة البحرية، ونتج عن ذلك تحول التجارة إلى موانئ البحر الأحمر والأراضي العربية. وفي هذه الآونة ظهر الحميريون قوة نامية في الجنوب العربي، انضمت إليها فصائل مختلفة في بداية القرن الخامس الميلادي، وتوسعت شمالاً في وسط الجزيرة العربية. ارتبطت طرق التجارة القديمة لجنوب شبه الجزيرة العربية بتجارة البخور واللبان من جنوب شبة الجزيرة العربية (ظفار في عمان، وحضرموت في اليمن) عبر موانئ البحر الأحمر ومنها إلى البحر الأبيض المتوسط عبر البترا وفلسطين (Van Beek 1985).  ومن أشهر الطرق التجارية الطرق البرية التي تتفادى صحراء الربع الخالي لتمر عبر وادي سروات ومرتفعات وسهول الحجاز مروراً بنجران، الطائف، ويثرب (المدينة) شمالاً، والطرق التي تعبر شبه الجزيرة العربية عبر قرى الفاو ومجاوراتها القديمة لتصل إلى الخليج العربي (Van Beek 1958).
كان الجنوب العربي غنياً بتجارة العطور في فترة ما قبل الإسلام، مما أدى إلى نشوء المدن والمستوطنات كمراكز حضرية تتبادل العطور، وبذلك تكون نسيج من الرحل وسكان الصحراء والمناطق البدوية النائية (Lewcock 1986). لكن بعد تناقص الطلب منذ بداية المسيحية على العطور، والتي كانت جزء مهم من طقوس عبادة الأوثان عند الرومان، ووتزايد المعرفة  بالرياح الشمالية التي أعطت أهمية للطرق التجارية البحرية، تناقصت أهمية الطرق البرية (Van Beek 1958).

## المناخ
بإطلالتها على البحر، حظيت السلاسل الجبلية بأمطار وفيرة. واختلف مناخها عن المناخ البارد الذي تتصف به جبال السروات والهضبة الخلفية، والذي يمتاز بالعواصف الرعدية خلال فصل الصيف، ودرجات الحرارة التي تصل إلى حد التجمد أثناء فصل الشتاء.
تقع رجال ألمع  في المنحنى الصحراوي شبه المداري، في منتصف الطريق بين الرياح الموسمية الصيفية الساحلية والأمطار الشتوية في المناطق الداخلية. لذلك فالمناخ يتميز باعتدال درجة الحرارة ووفرة الأمطار نسبياً (حوالى 600ملم في السنة)، إذ غالباً ما تتركز في سبتمبر وأكتوبر عند وصول الرياح الساحلية الموسمية إلى المنطقة، لكنها تزيد من مخاطر الفيضانات والإنزلاقات الأرضية.
وأما المناطق الداخلية (1500 م – 3760م) فهي أبرد وأكثر عرضة للعواصف الرعدية المفاجئة، لكنها إجمالاً ذات معدل سقوط أمطار أقل من السهول الوسطى.  تحدد النمط الزراعي ونمط المستوطنات بناءاً على النظام المائي للأودية، وقد أصبح وادي هيلي أكبر الأنظمة الوديانية في المنطقة.وصف الإطار العام لخطة التطوير سنة 2005 تعرية التربة التي حدثت بسبب الأمطار والرياح خلال الربيع والصيف على أنها مشكلة كبيرة يجب أخذها بعين الاعتبار.

## صور

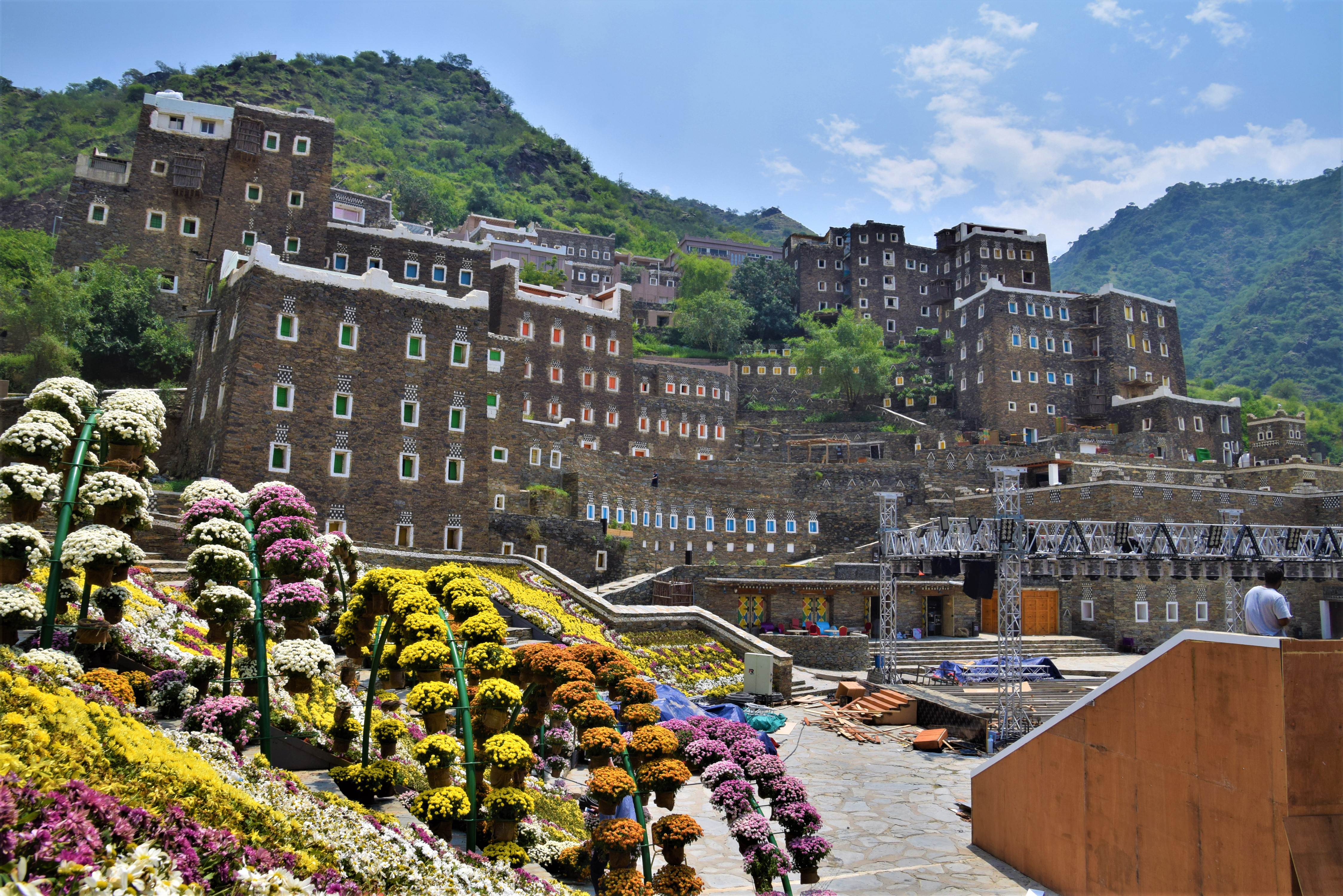
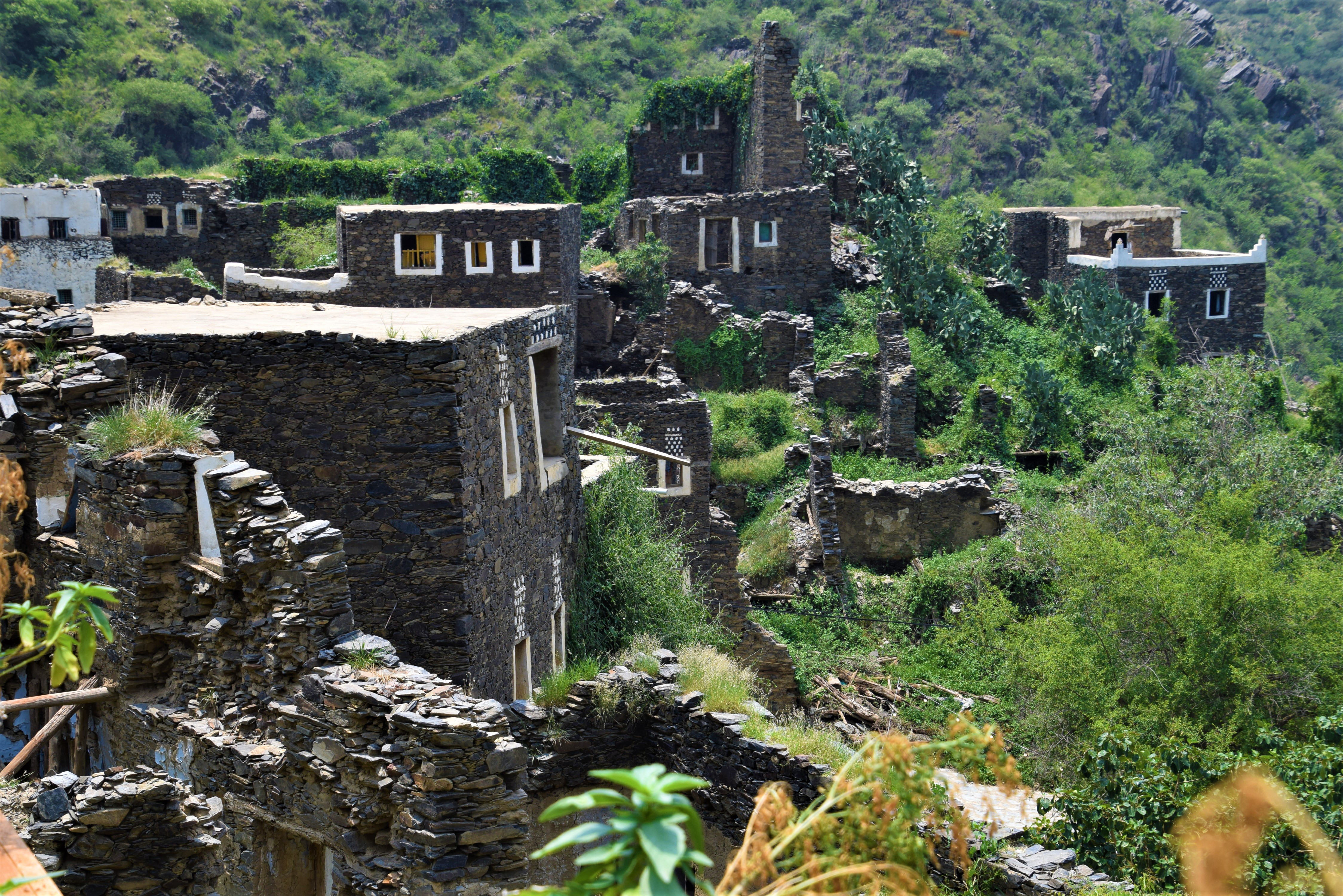
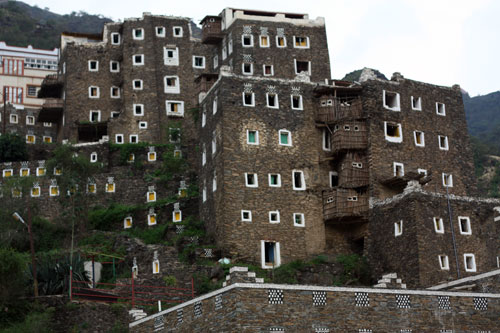
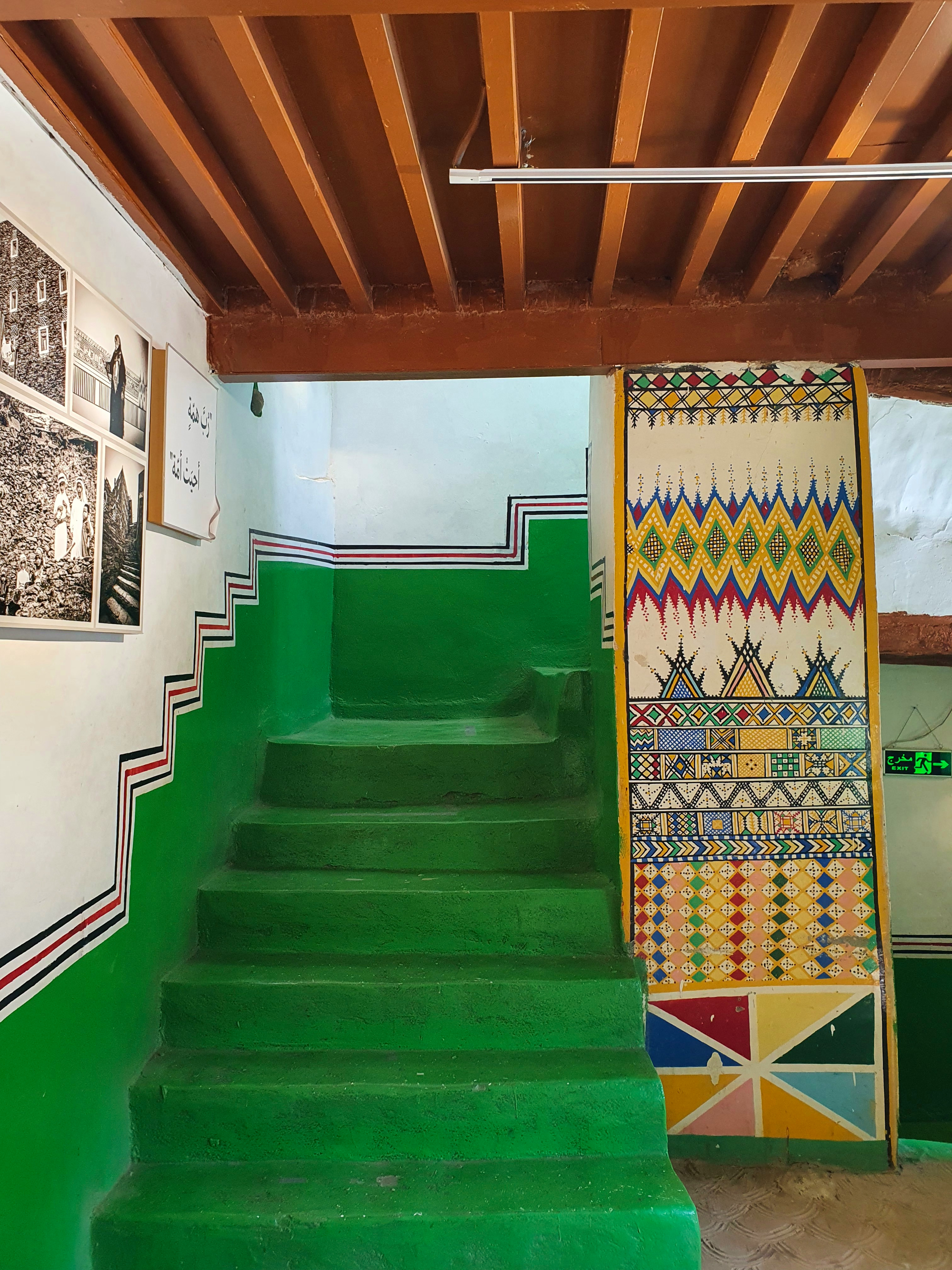